# Altopiani di Colfiorito
Gli Altopiani di Colfiorito (o Altopiani Plestini) sono un complesso di sette altopiani carsici, situati nell'Appennino umbro-marchigiano, posti ad un'altitudine compresa tra i 750 e gli 800 m s.l.m., lungo lo spartiacque appenninico, a cavallo del confine tra il territorio del comune di Foligno e quello di Serravalle di Chienti.

## Territorio

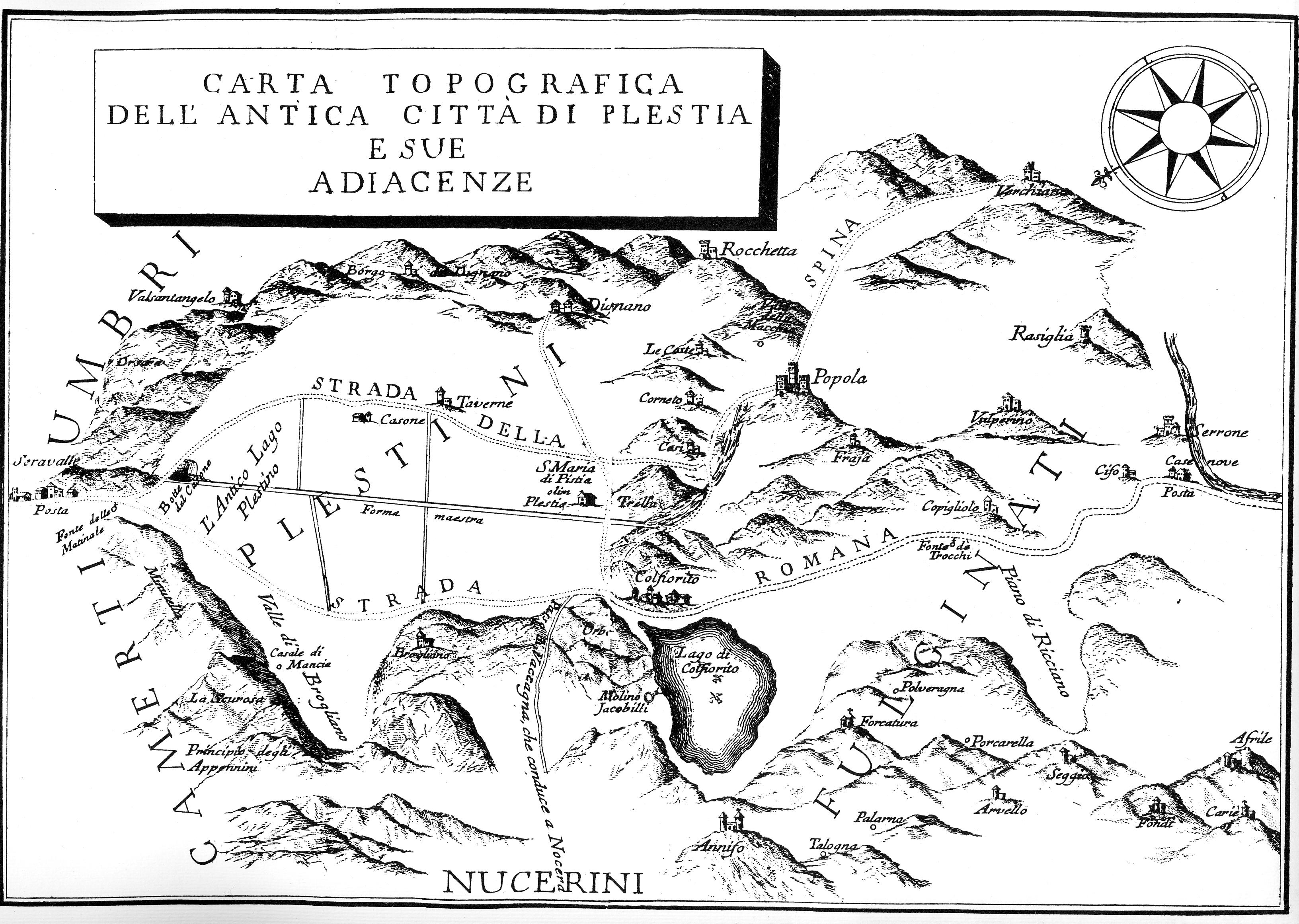
Carta topografica settecentesca degli altipiani

### Morfologia

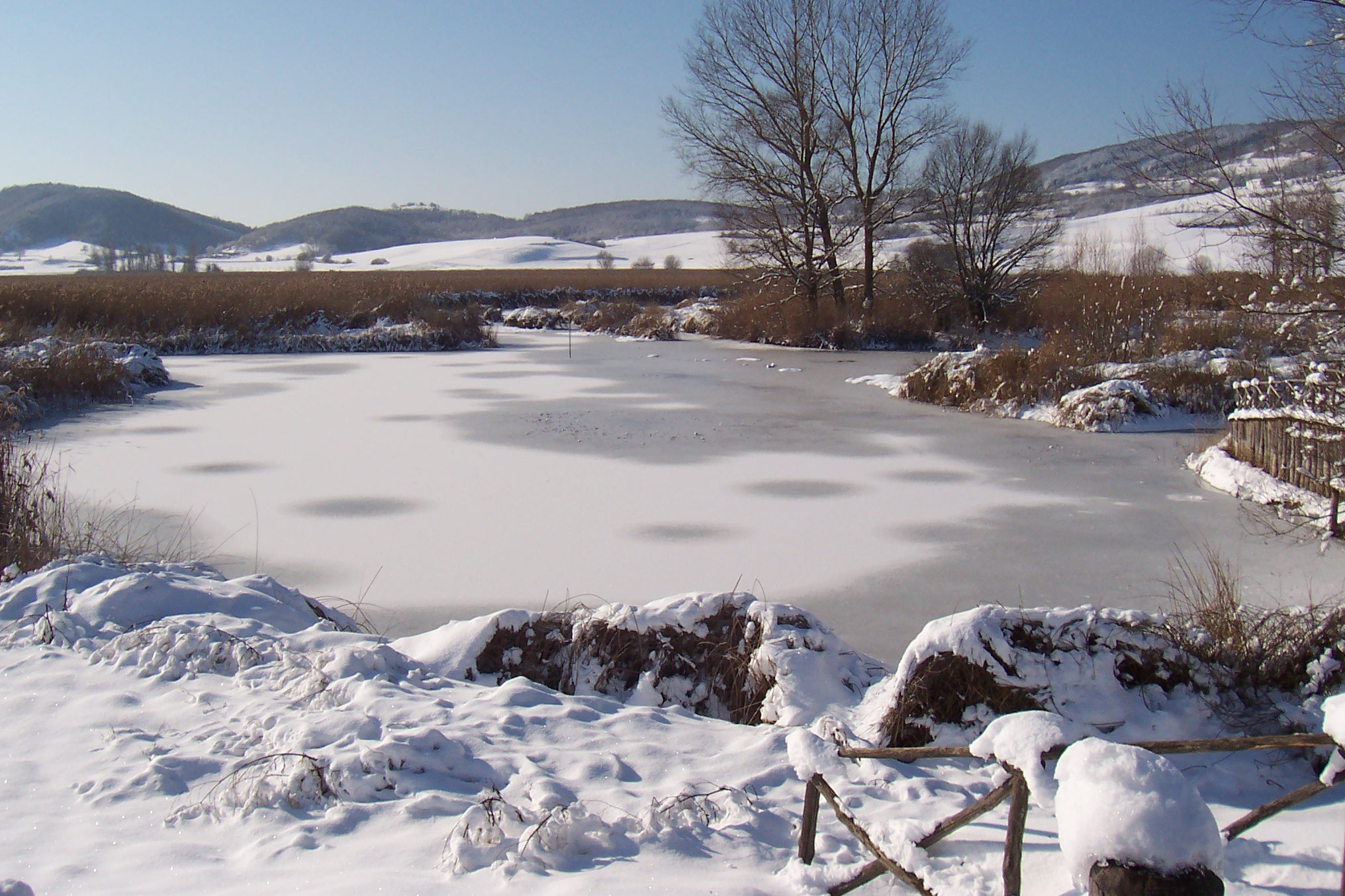
L'oasi di Colfiorito sotto la neve

Delimitati a ovest e a est da due dorsali calcaree che culminano in numerose vette oltre i 1.000 m s.l.m., le più rilevanti delle quali si trovano a nord, monte Pennino (1.571 m), monte Acuto (1.300 m) e monte Prefoglio (1.322 m) e a est, monte Tolagna (1.405 m), sono separati da alture più dolci e comunicano tra loro per mezzo di numerose valli. Derivano dal prosciugamento, naturale per effetto del carsismo o per bonifica dell'uomo, di sette conche lacustri, di cui rimane solo l'attuale palude. I sette altopiani prendono il nome di:
- Piano di Colle Croce
- Piano di Annifo
- Piano di Colfiorito o del Casone
- Piano di Arvello
- Palude di Colfiorito
- Piano di Ricciano
- Piano di Popola e Cesi

### Idrografia

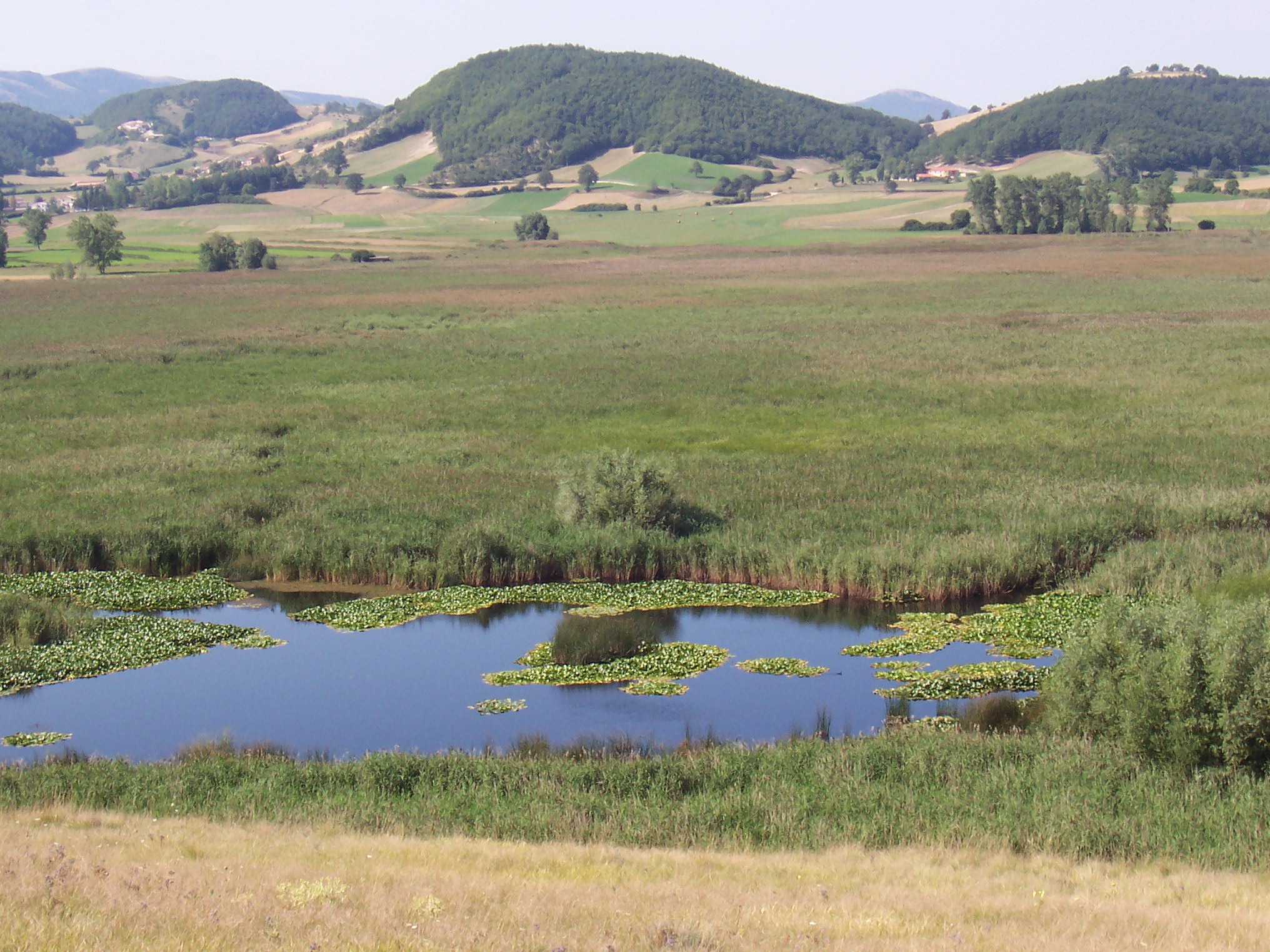
la Palude di Colfiorito vista dal Castelliere

L'area degli altipiani è di spartiacque tra il sistema idrografico tirrenico (Menotre e Vigi) e quello adriatico (Chienti) seppure, per la particolare conformazione, non ben definito. Il bacino imbrifero, di oltre 9.150 ettari, di cui circa 5.000 coltivabili, è caratterizzato da conche chiuse ed estesi fenomeni carsici, un reticolo idrografico poco organizzato che non presenta emissari di superficie. Il drenaggio delle acque avviene tramite inghiottitoi naturali di origine carsica nei Piani di Annifo, Arvello, Ricciano e nella Palude di Colfiorito. I Piani del Casone e di Popola sono bacini naturalmente chiusi che vennero bonificati da Giulio Cesare Varano alla metà del Quattrocento (1458-1464), tramite la costruzione di una rete di canali artificiali che si immettevano in un collettore sotterraneo di circa 200 m di lunghezza, detto Botte dei Varano. Nel corso della ricostruzione seguita al sisma del 1997, fu trovato anche un collettore di epoca romana, la Botte dei Varano è stata dismessa e sostituita da un nuovo collettore sotterraneo ad essa parallelo. L'uscita a valle del collettore sotterraneo, nei pressi di Serravalle di Chienti, è considerata convenzionalmente la sorgente del fiume Chienti.

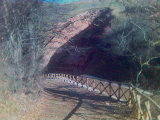
L'Inghiottitoio della palude di Colfiorito in prossimità del Molinaccio

Per quello che riguarda l'apporto idrico, gli Altopiani di Colfiorito sono caratterizzati dall'assenza di immissari, poiché dai rilievi circostanti scendono solo piccoli fossi stagionali e le numerose sorgenti situate ai bordi dei piani hanno portata modesta (la sola Fonte Formaccia, sul Piano del Casone, origina un piccolo torrentello). Il grosso degli apporti idrici è costituito da quelli meteorici (pioggia e neve), che determinano una forte andamento stagionale del sistema idrico, tanto che le regioni più basse dei Piani, soprattutto sul Piano di Ricciano, risultano spesso allagate d'inverno per poi tornare a prosciugarsi completamente d'estate. L'acqua è costantemente presente unicamente nella conca della palude di Colfiorito su un'area tondeggiante estesa per circa 100 ha. Già protetta internazionalmente dal 1976 dalla convenzione di Ramsar, per la presenza di una torbiera, la ricchezza di specie vegetali e per l'avifauna, intorno ad essa è stato istituito nel 1995 il Parco regionale di Colfiorito. La palude, i Piani di Annifo e Arvello, il Piano di Ricciano e la Selva di Cupigliolo sono classificati Siti di Importanza Comunitaria (SIC).

### Geologia
L'origine del bacino è dovuta alle depressioni tettoniche avvenute durante l'ultima fase del sollevamento dell'Appennino (fine Terziario - inizi Quaternario) e successivamente modificate dall'azione del carsismo e dell'erosione. Il fenomeno del carsismo è fortemente presente e ben visibile: ciò è dimostrato dall’elevata presenza di inghiottitoi e doline, conformazioni rocciose caratteristiche dei territori soggetti al fenomeno del carsismo, un fenomeno chimico in cui l’acqua, penetrando le rocce sedimentarie di tipo calcareo (costituite da Carbonato di Calcio - CaCO3 -) produce due tipi di reazioni chimiche: la reazione di dissoluzione e la reazione di precipitazione. Il territorio è inoltre caratterizzato da un’elevata attività sismica dovuta proprio ai movimenti delle faglie attive della Catena Appenninica.

## Storia

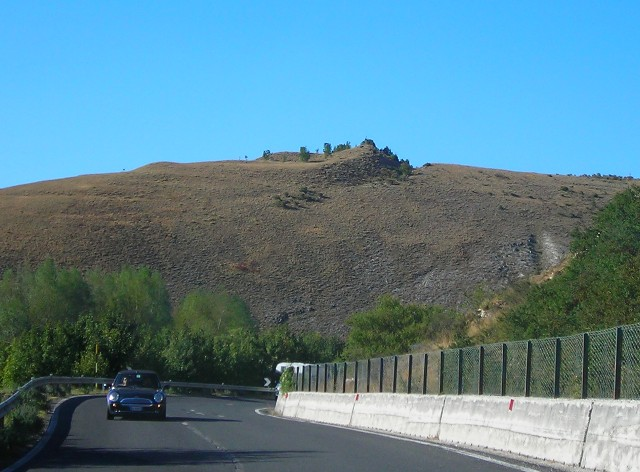
Castelliere del monte Cassicchio sugli altopiani di Colfiorito

Il sistema di altopiani rappresentò fin dalla preistoria un punto nodale della comunicazione tra il mar Tirreno e il mare Adriatico. Le testimonianze umane più antiche sono rappresentate da ritrovamenti di manufatti in pietra e da asce a margini rialzati, rinvenute ai piedi del Monte Trella, e datati alla fine del III millennio a.C. (età del bronzo antico).
L'area fu poi occupata da insediamenti stabili a partire dall'inizio dell'età del ferro. Agli inizi del VI secolo a.C. si riscontra un significativo aumento demografico, accompagnato dall'affermazione nella zona dei Plestini, una popolazione umbra che arriva ad occupare un territorio di 120–130 km². Nel IV secolo a.C., in seguito alle spinte espansionistiche di Roma verso nord, l'intera area viene lentamente romanizzata e inizia un processo di urbanizzazione che porta alla nascita della città di Plestia, che arriverà a diventare municipio romano.
Lo storico romano Appiano indica i pressi del Lacus Plestinus (la palude presente sul Piano del Casone prima della bonifica) come luogo di una battaglia della II guerra punica avvenuta nel 217 a.C., solo tre giorni dopo la dura sconfitta dei Romani ad opera di Annibale nella battaglia del Lago Trasimeno. Il generale cartaginese Maarbale, al comando degli astati e di parte della cavalleria dell'esercito cartaginese, annientò 4.000 cavalieri guidati dal proconsole Centenio, inviato a presidiare il valico montano.
Durante la costruzione del collettore sotterraneo moderno è tornato alla luce un ulteriore collettore di epoca romana, di cui era andata persa la memoria. Al contrario dei lavori di bonifica successivi, l'opera romana non era intesa a prosciugare il Lacus Plestinus, ma serviva probabilmente a stabilizzarne il livello rispetto alle forti variazioni stagionali e a salvaguardare la città di Plestia dalle inondazioni invernali.

## Monumenti e luoghi d'interesse
- Necropoli di Colfiorito
- Resti dell'abitato di Plestia
- Castelliere del Monte Orve
- Chiesa di Santa Maria di Pistia
- Botte dei Varano
- Museo archeologico "Umbri Plestini"
- Museo naturalistico del Parco di Colfiorito
- Convento di Brogliano